# PKP Linia Hutnicza Szerokotorowa

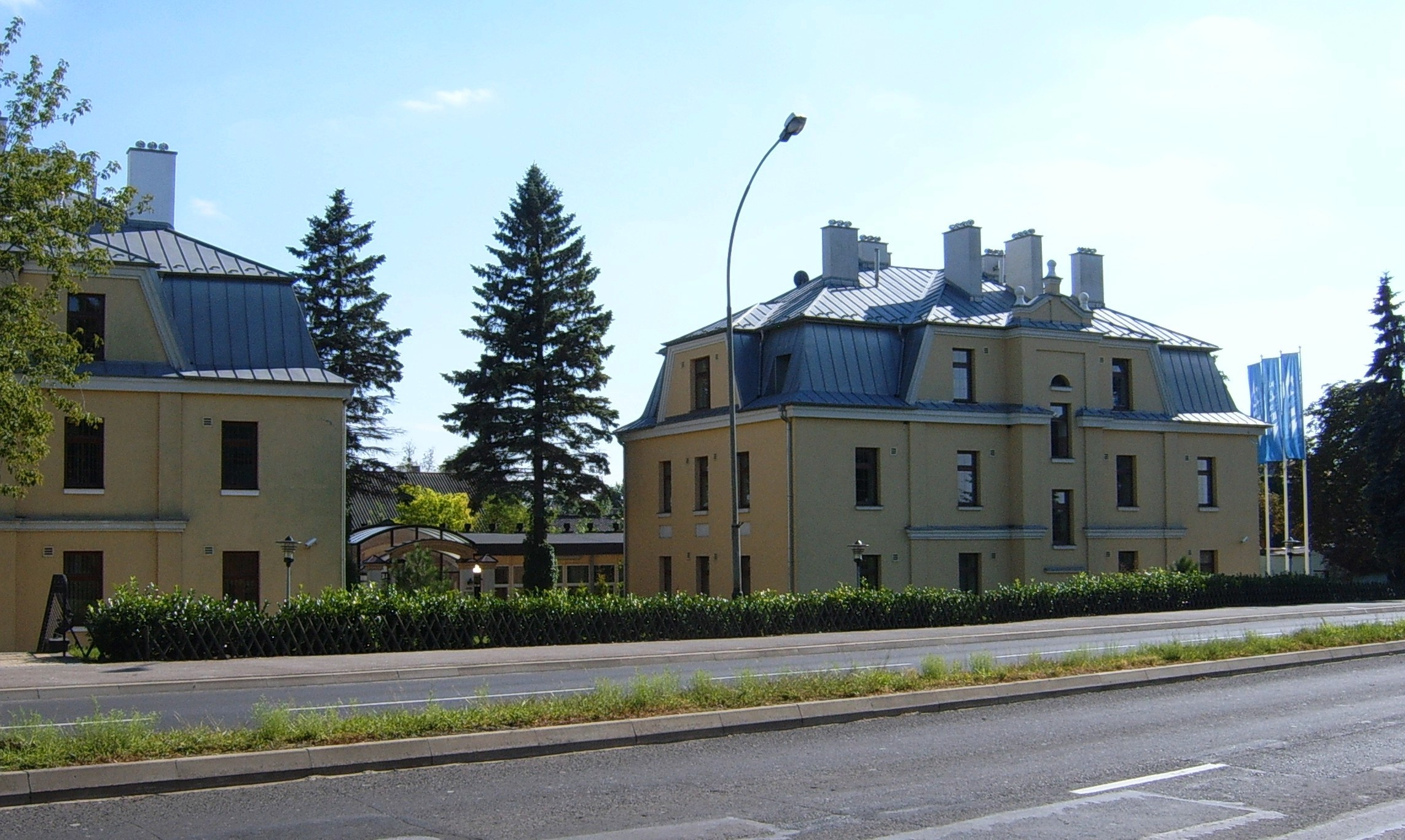
Siedziba przedsiębiorstwa

PKP Linia Hutnicza Szerokotorowa (w skrócie PKP LHS, kolejowy identyfikator literowy – PKPLS) – polski przewoźnik kolejowy i zarządca infrastruktury linii kolejowej nr 65 z siedzibą w Zamościu.
Spółka powstała w 2000 w ramach reorganizacji struktur Polskich Kolei Państwowych, a 1 lipca 2001 rozpoczęła działalność. Przedsiębiorstwo oferuje towarowe przewozy kolejowe po zarządzanej linii i inne usługi związane z transportem ładunków. W 2015 przewoźnik w krajowym rynku przewozów towarowych osiągnął udział 4,30% według przewiezionej masy towarów (4. wynik w kraju) oraz 6,24% według wykonanej pracy przewozowej (3. wynik w kraju).
PKP LHS jest własnością PKP oraz wchodzi w skład Grupy PKP.

## Historia

### Geneza
Jesienią 1974 rozpoczęto projektowanie linii kolejowej mającej połączyć Hrubieszów z Hutą Katowice. 30 lipca 1975 rozpoczął działalność Zarząd Linii Hrubieszów – Huta Katowice (w budowie) utworzony w ramach Wschodniej Dyrekcji Okręgowej Kolei Państwowych w Lublinie, a na przełomie lata i jesieni tego samego roku rozpoczęto prace budowlane.
30 listopada 1979 cała linia została oficjalnie otwarta. Nadano jej urzędową nazwę Linia Hutniczo-Siarkowa (LHS) i po rozpoczęciu jej eksploatacji została zlikwidowana jednolita dyrekcja podlegająca organizacyjnie Wschodniej DOKP. Zarząd nad linią przejęły wyodrębnione według podziału administracyjnego Wschodnia i Śląska DOKP, a w jej działaniach uczestniczyło kilka zakładów taboru, przewozów towarowych i pasażerskich oraz infrastruktury Polskich Kolei Państwowych odpowiednio na terytorium każdej z dyrekcji oraz obszarów działania każdego z tych zakładów.

### Zakład Eksploatacji LHS
Na przełomie 1996 i 1997 w ramach struktur PKP rozpoczęto budowę jednolitego zakładu zajmującego się eksploatacją i utrzymaniem infrastruktury linii kolejowej nr 65 i decyzją kierownictwa Wschodniej DOKP powołano zespół pracowników z dawnych jednostek wykonawczych byłej dyrekcji LHS w Zamościu.
1 stycznia 1997 eksploatację linii rozpoczął Zakład Eksploatacji Linii Hutniczo-Siarkowej. Przejął on obiekty konieczne do użytkowania linii oraz operował w zakresie ruchowo-technicznym i handlowo-przewozowym na całej jej długości. Utrzymaniem infrastruktury linii kolejowej zajmowały się natomiast zakłady infrastruktury w Zamościu i Kielcach podległe Wschodniej DOKP.
1 maja 2000 wykonana dotychczas praca pozwoliła na powołanie jednostki PKP Zakład Eksploatacji Linii Hutniczo-Siarkowej, która zajmowała się kompleksową eksploatacją i utrzymaniem linii LHS.

### PKP LHS
1 grudnia 2000 sporządzono założycielski akt notarialny spółki prawa handlowego. 12 maja 2001 przedsiębiorstwo otrzymało koncesję na wykonywanie kolejowych przewozów osób i rzeczy, a 29 czerwca 2001 na zarządzanie infrastrukturą linii kolejowej nr 65. 1 lipca 2001 PKP Zakład Eksploatacji Linii Hutniczo-Siarkowej przekształcono w spółkę z ograniczoną odpowiedzialnością o nazwie PKP Linia Hutnicza Szerokotorowa (od 1994 linią nie transportowano siarki, dlatego słowo siarkowa zamieniono na szerokotorowa, by pozostawić historyczny skrót) i przedsiębiorstwo rozpoczęło działalność operacyjną. 20 listopada 2001 zostało ono wpisane do Krajowego Rejestru Sądowego. Jego siedziba mieści się przy ul. Szczebrzeskiej 11 w Zamościu.
Ustawa o transporcie kolejowym z 28 marca 2003 narzucała na przewoźników kolejowych obowiązek uzyskania licencji na wykonywanie kolejowych przewozów rzeczy i osób, a na zarządców infrastruktury obowiązek posiadania świadectw bezpieczeństwa. 27 lutego 2004 PKP LHS uzyskała licencję przewozową wydaną przez Urząd Transportu Kolejowego.
W 2004, zgodnie z wcześniej zaplanowaną restrukturyzacją PKP, przedsiębiorstwo miało zostać sprywatyzowane. Ministerstwo Infrastruktury rozpoczęło rozmowy o powołaniu polsko-rosyjsko-ukraińskiej spółki odpowiedzialnej za kolejowe przewozy towarów z Dalekiego Wschodu do terminalu Sławków Południowy LHS. Planowano utworzyć ją do końca I kwartału 2005 i strona polska miała do niej wnieść aportem infrastrukturę linii LHS. Zatwierdzona 22 lutego 2005 przez Radę Ministrów „Strategia restrukturyzacji i prywatyzacji grupy PKP S.A.” zakładała sprzedaż spółki PKP LHS inwestorowi strategicznemu do 2007. Ostatecznie prywatyzacja ta nie została przeprowadzona z uwagi na sprzeciw związków zawodowych.
W 2005, a następnie na przełomie 2008/2009, nastąpiło znaczne zmniejszenie przewozów, co było wynikiem ograniczenia pracy Huty Katowice i dekoniunktury na światowym runku stali. Spowodowało to konieczność dywersyfikacji pracy spółki i ograniczenie udziału rudy żelaza w masie przewozowej z ponad 60% w 2009 do 48% w I półroczu 2011.
22 grudnia 2006 spółka otrzymała od UTK świadectwo bezpieczeństwa dla zarządcy infrastruktury kolejowej i przewoźnika kolejowego.
We wrześniu 2007 przedsiębiorstwo podpisało z PKP Cargo umowę o współpracy w przewozach międzynarodowych.

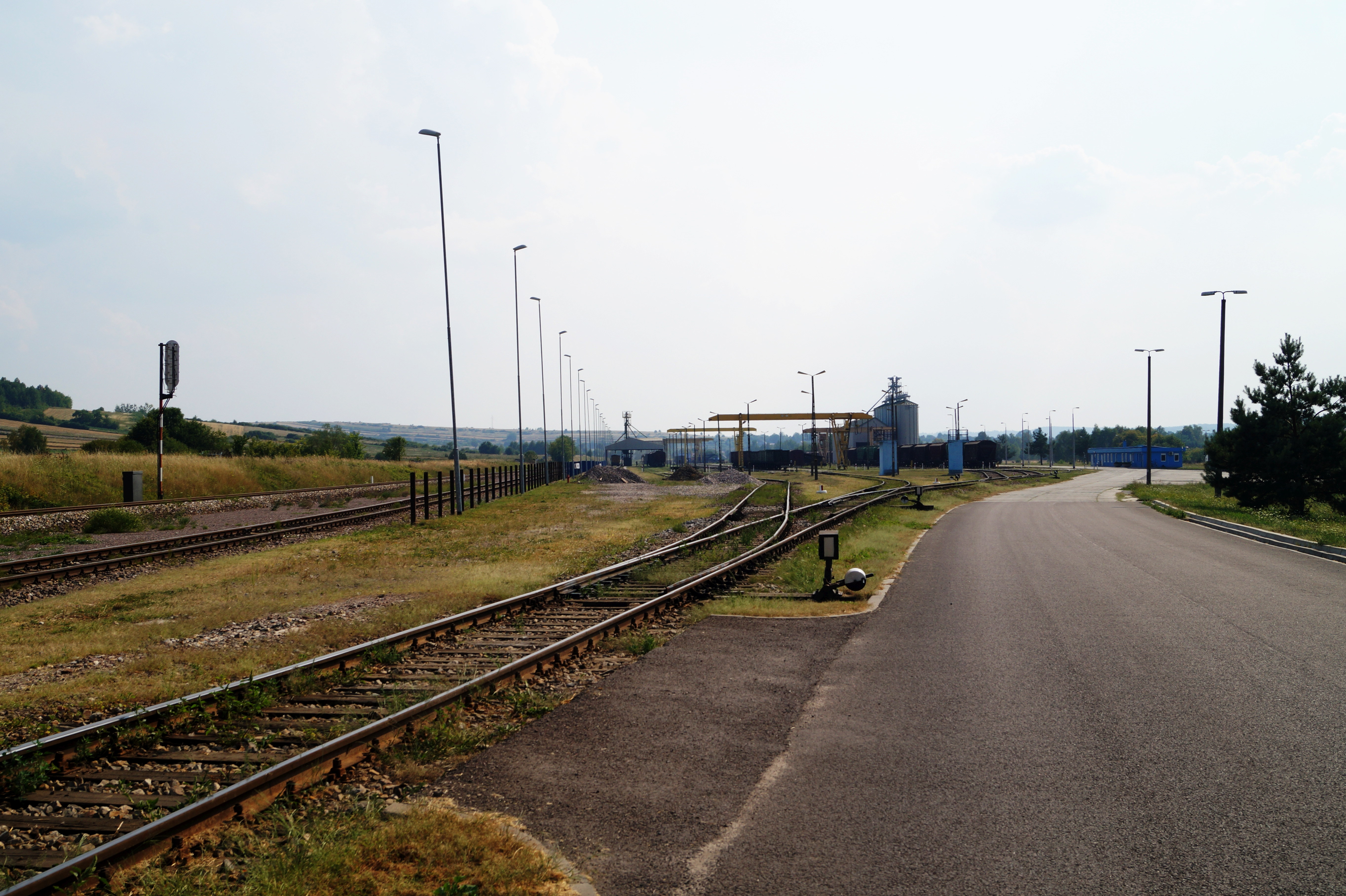
Terminal Szczebrzeszyn LHS uruchomiony 1 grudnia 2008

19 sierpnia 2008 Agencja Rozwoju Przemysłu i Centrala Zaopatrzenia Hutnictwa oraz PKP i PKP LHS zawarły list intencyjny, w którym zadeklarowały chęć współpracy w zakresie intensyfikacji przewozów towarów, w szczególności pomiędzy Azją i Dalekim Wschodem a Europą przy wykorzystaniu linii LHS i Międzynarodowego Centrum Logistycznego. 1 września spółka uruchomiła swoje przedstawicielstwo handlowe w Katowicach. Jego działalność jest skupiona na województwie śląskim, małopolskim i dolnośląskim. Świadczy ono kompleksową obsługę klientów i pozyskuje nowych kontrahentów. 1 grudnia przedsiębiorstwo uruchomiło nowy, własny terminal przeładunkowy Szczebrzeszyn LHS.
W styczniu 2009 spółka otworzyła swoje przedstawicielstwo w Lublinie. 2 czerwca została podpisana umowa z Russkaja Trojka na intermodalny przewóz kontenerów o wielkości 720 TEU, 8 czerwca podczas VII Międzynarodowego Dnia Spedytora w Odessie podpisano list intencyjny z ukraińskim spedytorem Plaske i kazachskimi kolejami Kazakstan temyr żoły zobowiązujący podmioty do rozpoczęcia rozmów i negocjacji w celu nawiązania współpracy przy przewozach wykorzystujących potencjał przedsiębiorstw, natomiast 12 czerwca zawarto umowę z Plaske świadczącym na rzecz PKP LHS usługi spedycyjne w zakresie przewozów towarów w imporcie, eksporcie i tranzycie przez państwa WNP.
W 2010 przedsiębiorstwo podpisało z ArcelorMittal Poland 5-letni kontrakt na przewóz 23 mln t rudy żelaza. W połowie sierpnia tego samego roku, w związku z rozpoczęciem prywatyzacji spółek Grupy PKP, PKP przedstawiły propozycję zmian właścicielskich w PKP LHS polegających na włączeniu przedsiębiorstwa do grupy PKP Cargo. Ministerstwo Infrastruktury natomiast, w ramach projektu „Programu działań dla rozwoju transportu kolejowego do roku 2015”, zaproponowało prywatyzację PKP LHS z jednoczesnym przejęciem przez Skarb Państwa linii kolejowej nr 65 i uczynienie przedsiębiorstwa jedynie zarządcą infrastruktury tej linii. Pomysły te spotkały się ze sprzeciwami ze strony m.in. ekspertów branżowych, związków zawodowych i posłów. Pod koniec 2010 spółka podjęła działania w sprawie realizacji terminalu przeładunkowego na terenie zlikwidowanej cukrowni w Klemensowie, gdzie obecnie realizowane są przeładunki towarów masowych sypkich luzem, w sztukach i opakowaniach, w stałym oraz ciekłym stanie skupienia. 29 listopada LHS stała się udziałowcem przedsiębiorstwa Euroterminal Sławków. 31 grudnia przedsiębiorstwo otrzymało od UTK na okres 5 lat autoryzację bezpieczeństwa dla zarządcy infrastruktury kolejowej oraz certyfikat bezpieczeństwa dla przewoźnika kolejowego.
Na początku 2011 poinformowano, że planowana fuzja PKP Cargo i PKP LHS nie jest już rozważana. 3 marca spółka dołączyła do Railway Business Forum.
13 marca 2014 UTK nałożył na PKP LHS karę pieniężną za nieprawidłowości dotyczące oznakowania kontenera cysterny. 7 lipca weszła w życie poprawka w prawie unijnym dotycząca oddzielenia roli przewoźnika od zarządcy infrastruktury oraz rozpoczęto procedurę legislacyjną wersji projektu ustawy o zmianie ustawy o transporcie kolejowym i ustawy o publicznym transporcie zbiorowym. Związki zawodowe PKP LHS nie zgadzały się na podział spółki i napisały list otwarty do premier Ewy Kopacz, a także wysłały swoje stanowisko m.in. ministrom Januszowi Piechocińskiemu i Marii Wasiak.
Od 5 maja do 23 czerwca 2015 spółka testowała lokomotywę TE33A-9999. W ostatnim tygodniu testów pojazd poprowadził najdłuższy i najcięższy pociąg w historii przewoźnika, a także najdłuższy i najcięższy pociąg prowadzony jednym spalinowozem sześcioosiowym w Europie. Skład liczył 75 wagonów o łącznej długości 1107 m i masie brutto 6062 t.
Pod koniec kwietnia 2016 Parlament Europejski zdecydował o wyłączeniu PKP LHS z zapisu IV Pakietu Kolejowego, dzięki czemu przedsiębiorstwo będzie mogło zachować pełnione funkcje zarządcy infrastruktury i przewoźnika kolejowego.
Przedsiębiorstwo planuje realizację inwestycji, mających na celu poprawę przepustowości i zdolności przewozowych linii poprzez budowę nowych, długich mijanek oraz rozbudowę układów torowych na stacjach, automatyzację urządzeń srk, informatyzacje firmy, rozbudowę i modernizacje terminali i punktów przeładunkowych oraz kontynuację modernizacji lokomotyw. Prace te w I dekadzie XXI wieku pochłonęły ponad 800 mln zł pochodzących ze środków własnych, które przeznaczono m.in. na odbudowę mijanek zlikwidowanych w latach 80. XX wieku.

## Działalność
PKP LHS zajmuje się:
- zarządzaniem infrastrukturą zlokalizowaną wzdłuż linii kolejowej nr 65,
- przewozem towarów,
- świadczeniem usług dodatkowych związanych z transportem towarów[3].

### Zarządzanie infrastrukturą

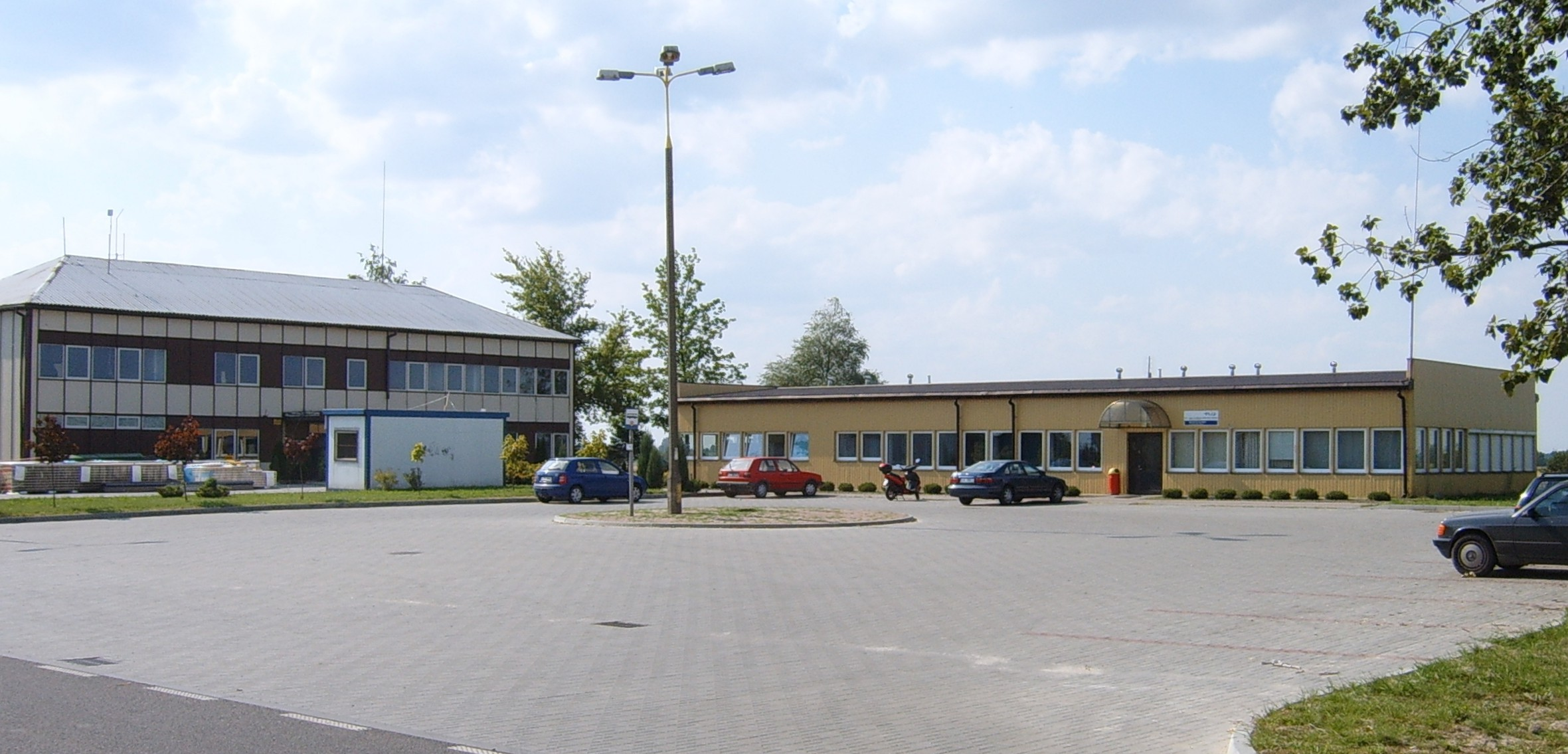
Budynki stacji Zamość Bortatycze LHS

PKP LHS jest zarządcą łącznie 525,830 km torów, z czego 394,650 km stanowi szerokotorowa linia kolejowa nr 65 biegnąca od przejścia granicznego w Hrubieszowie do Sławkowa przez terytoria województw lubelskiego, podkarpackiego, świętokrzyskiego, małopolskiego i śląskiego.
Przedsiębiorstwo realizuje inwestycje odtworzeniowe i rozwojowe infrastruktury oraz remonty mające na celu utrzymanie linii LHS w sprawności techniczno-eksploatacyjnej. Spółka obsługuje 17 stacji i 27 posterunków ruchu.

### Przewozy towarów

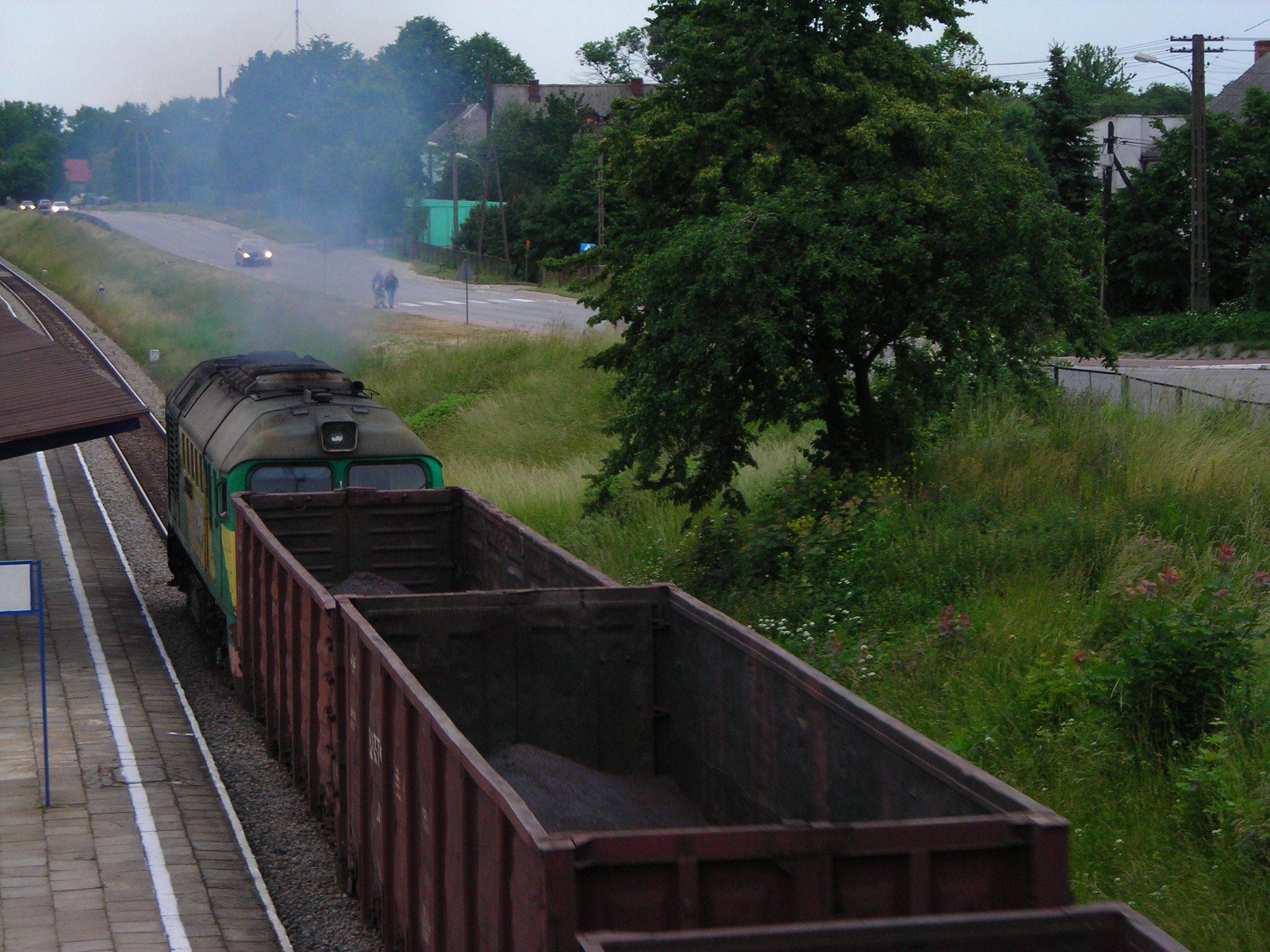
Przewóz ładunku przez PKP LHS

Przedsiębiorstwo świadczy obsługę w zakresie kolejowego przewozu towarów dla różnych gałęzi przemysłu i budownictwa:
- towarów masowych:
  - stałych – m.in. rudy, węgiel, kruszywa i drewno,
  - płynnych – m.in. gazy i produkty chemiczne,
  - sypkich – m.in. zboża, pasze, biomasa i pellety,
- towarów drobnicowych – m.in. wyroby metalowe, szkło i materiały budowlane,
- jednostek intermodalnych,
- ładunków nadzwyczajnych – wyjątkowo ciężkich, długich i ponadgabarytowych,
- ładunków niebezpiecznych[34].

Przewozy mogą być realizowane zarówno w całych składach, jak i w pojedynczych wagonach.

### Usługi dodatkowe

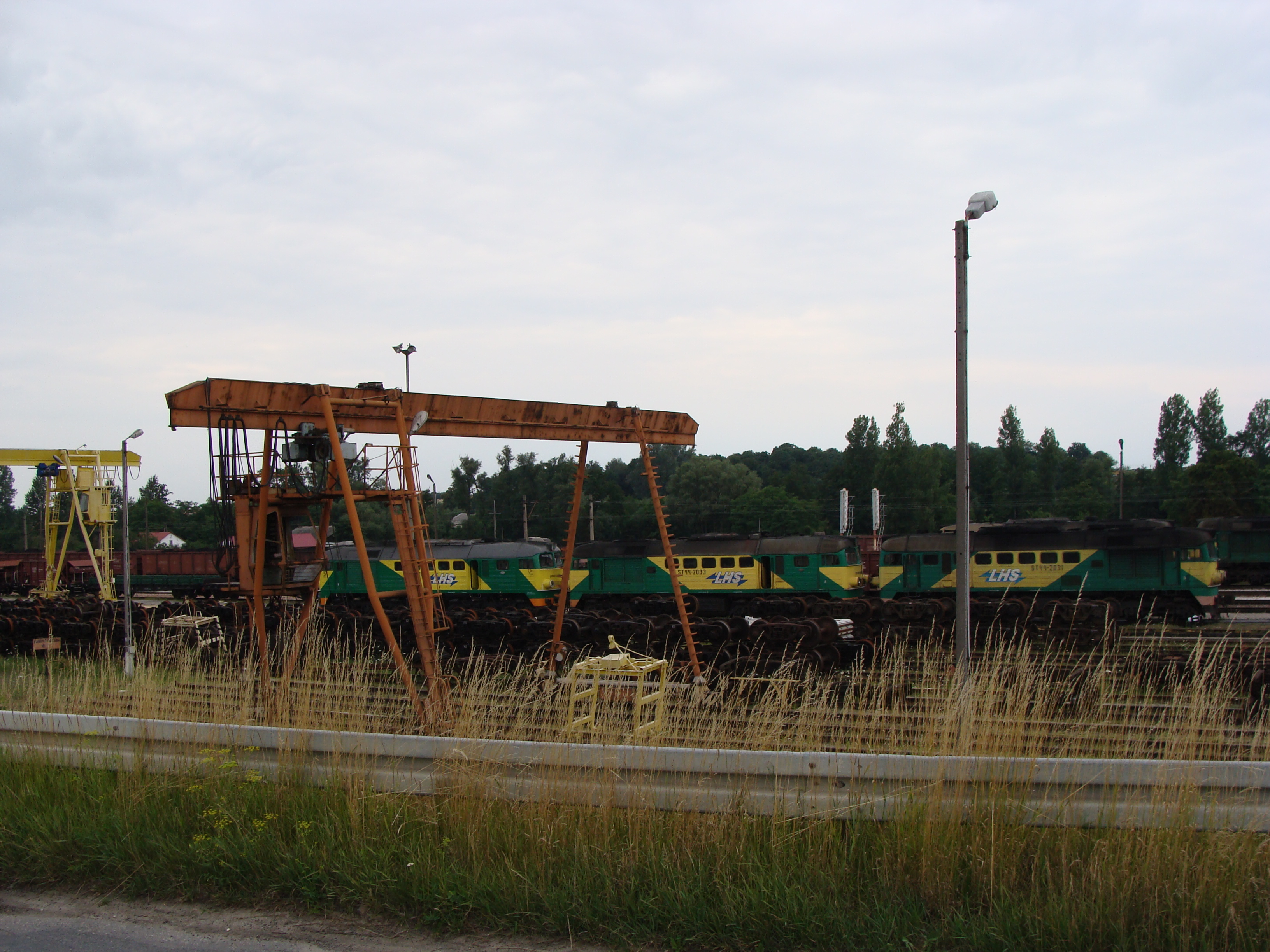
Punkt przestawczy wózków na stacji Sędziszów LHS

Do usług dodatkowych świadczonych przez PKP LHS należy:
- doradztwo spedycyjno-logistyczne[35],
- przeładunek w terminalach i punktach przeładunkowych zlokalizowanych na linii LHS[36],
- składowanie towarów w halach magazynowych oraz na utwardzonych placach oraz konfekcjonowanie, paletyzowanie i sortowanie ładunków,
- obsługa celna podmiotów gospodarczych obracających towarem z zagranicą[37],
- ustalanie masy przesyłek na wagach elektronicznych,
- przestawianie wagonów z toru szerokiego na tor normalny i odwrotnie,
- podstawianie wagonów na bocznice i inne punkty ładunkowe,
- prace manewrowe,
- dzierżawa infrastruktury,
- toczenie obręczy zestawów kołowych lokomotyw szeroko- i normalnotorowych,
- prace na zapadni trakcyjnej[38].

## Tabor
| Seria lub typ | Liczba | Moc znamionowa | Moc znamionowa | Rozstaw szyn      | Wykorzystanie        |                      |
| ------------- | ------ | -------------- | -------------- | ----------------- | -------------------- | -------------------- |
| ST44Ko        | 32     | 1470 kW        | 2000 KM        | 1520 mm           | lokomotywa pociągowa | [ 39 ] [ 40 ]        |
| ST44Bf        | 2      | 2240 kW        | 3000 KM        | 1520 mm           | lokomotywa pociągowa | [ 39 ] [ 41 ]        |
| ST40s         | 27     | 2133 kW        | 2900 KM        | 1520 mm           | lokomotywa pociągowa | [ 42 ]               |
| SM48          | 7      | 882 kW         | 1200 KM        | 1520 mm           | lokomotywa manewrowa | [ 39 ] [ 43 ]        |
| 16D           | 7      | 1550 kW        | 2108 KM        | 1520 mm / 1435 mm | lokomotywa manewrowa | [ 39 ] [ 44 ] [ 43 ] |
| SM30          | 1      | 257 kW         | 350 KM         | 1435 mm           | lokomotywa manewrowa | [ 39 ] [ 45 ]        |
| SM32          | 1      | 257 kW         | 350 KM         | 1435 mm           | lokomotywa manewrowa | [ 39 ] [ 46 ]        |

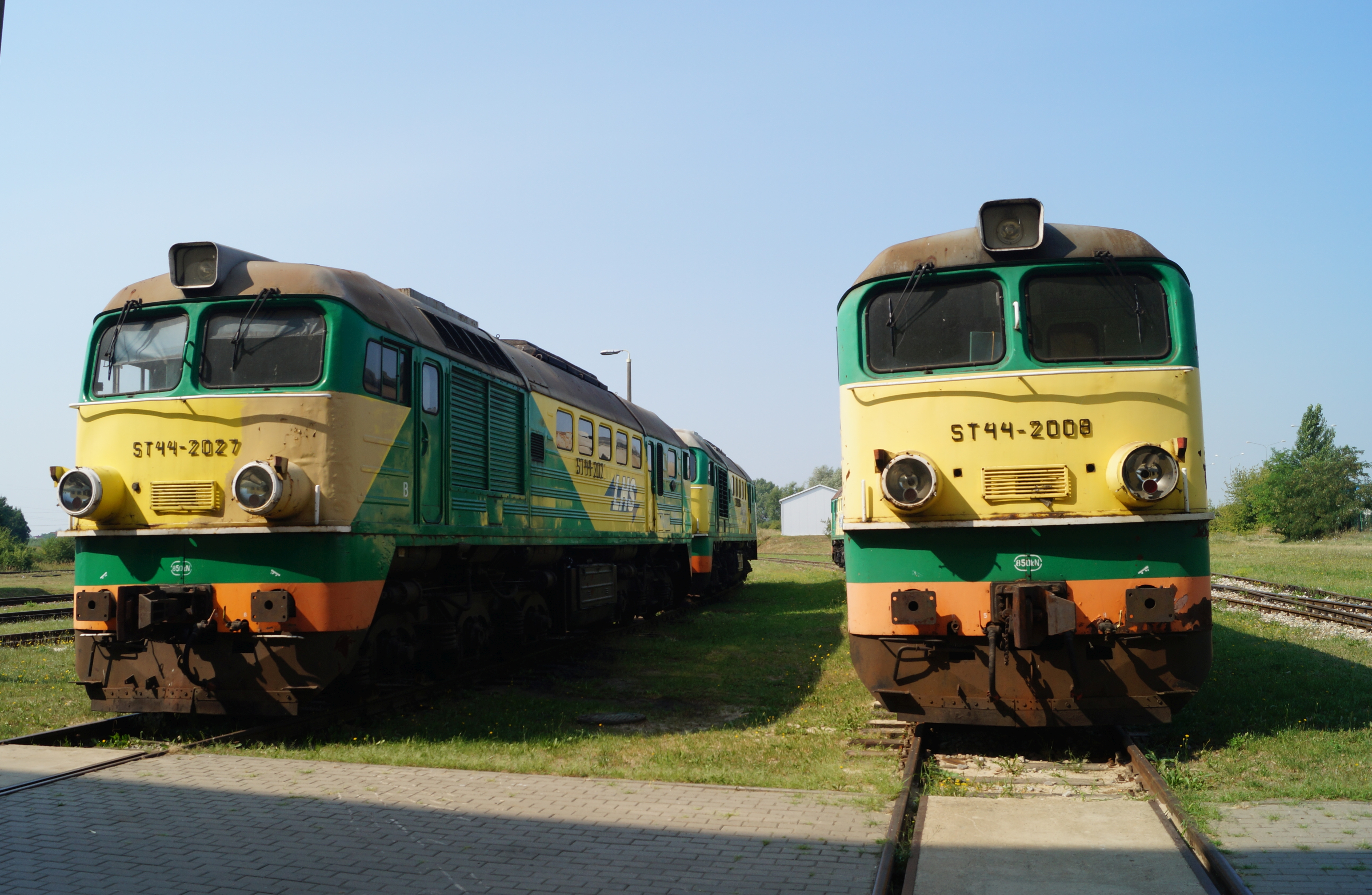
ST44 odstawione na stacji Zamość Bortatycze LHS

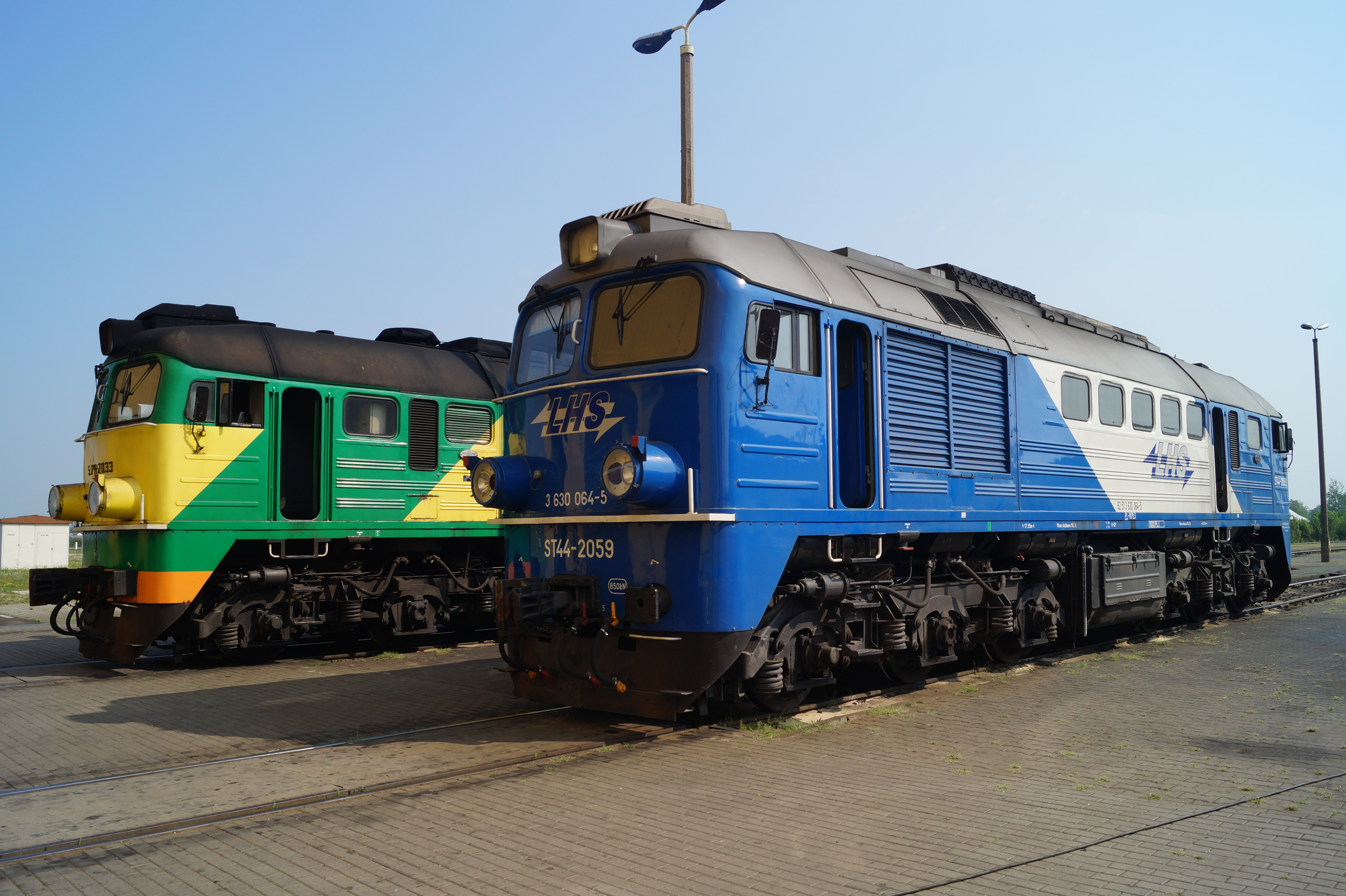
ST44Ks w dwóch schematach malowania

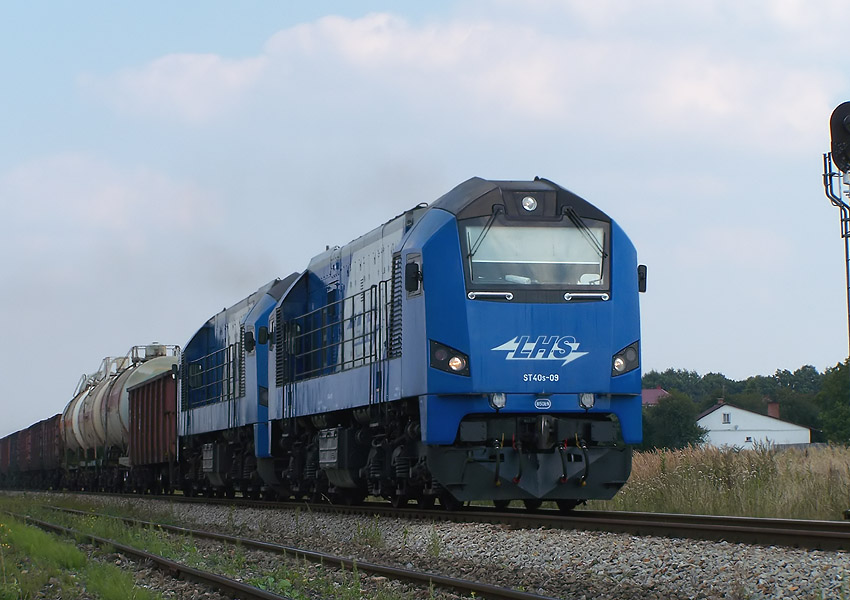
Dwie lokomotywy pociągowe serii ST40s

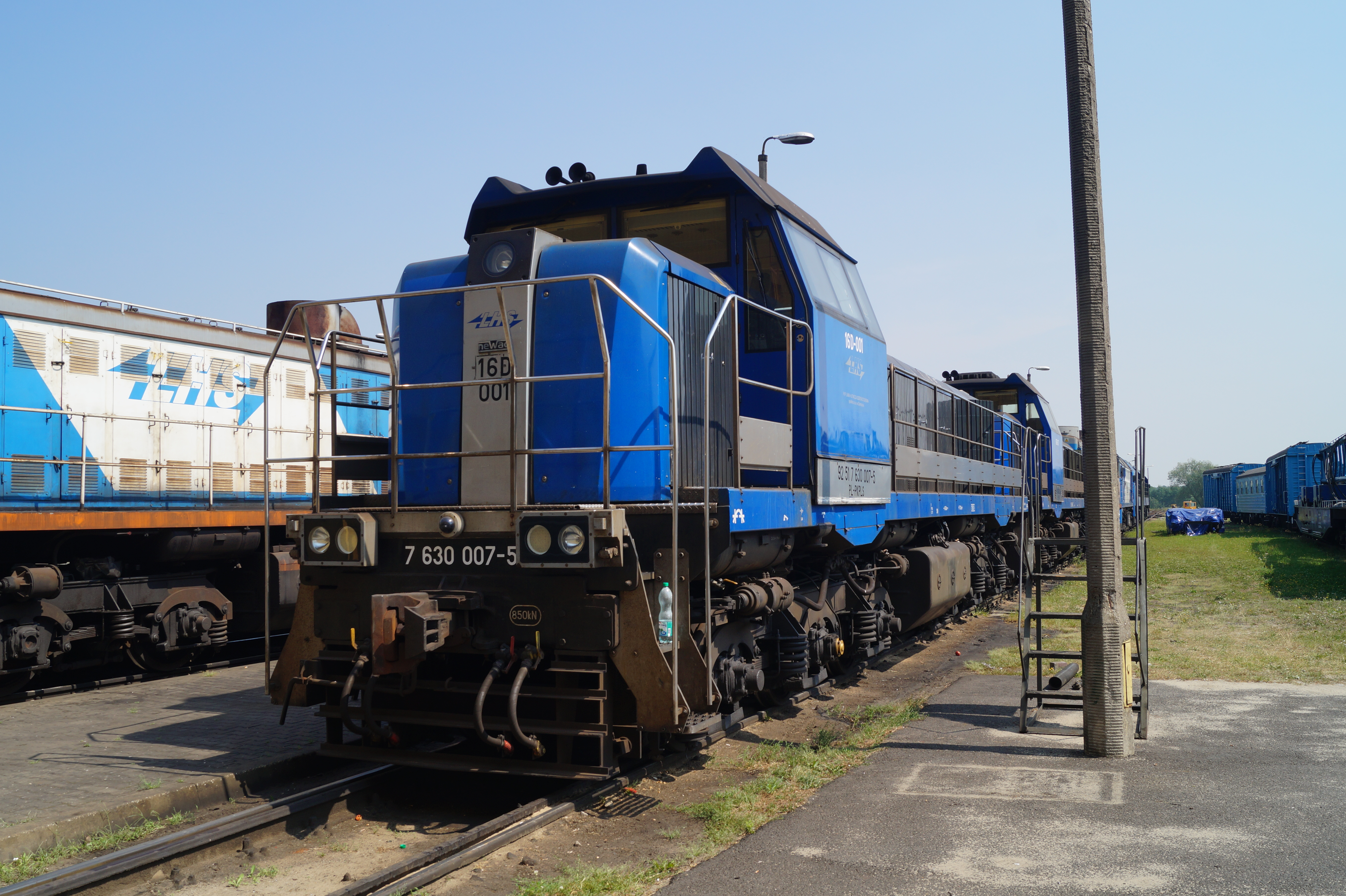
Lokomotywa manewrowa 16D

Na potrzeby uruchomionej 15 grudnia 1979 linii LHS w latach 1977–1980 dostarczono łącznie 68 spalinowozów trakcyjnych serii ST44, natomiast w latach 1978–1980 i 1983–1985 łącznie 24 spalinowozy manewrowe serii SM48.
W 2001, w chwili rozpoczęcia działalności przez spółkę PKP LHS, posiadała ona 60 czynnych lokomotyw spalinowych – 50 sztuk ST44 i 8 sztuk SM48 na tor szeroki oraz 2 lokomotywy manewrowe na tor normalny. Ponadto odstawionych było kolejnych 9 egzemplarzy ST44, które skreślono z inwentarza w 1999 jeszcze za czasów PKP.
W 2003 lokomotywy ST44 o numerach 2060 i 2067 skreślone z inwentarza 30 września 1999 przekazano zakładom Bumar-Fablok. Na początku 2004 podpisano z nimi umowę na modernizację tych spalinowozów, która została ukończona 18 marca 2005. W ramach naprawy wykonanej według dokumentacji autorstwa IPS „Tabor” pojazdy oznaczone jako ST44-3001 i 3002 otrzymały m.in. nowy zespół napędowy z silnikiem Caterpillar oraz nowy układ podgrzewania silnika, nowe napędy urządzeń pomocniczych, urządzenia przeciwpożarowe i obwody pneumatyczne. Na początku 2015 PKP LHS wystawiła je na sprzedaż, ale ostatecznie lokomotywy nie zmieniły właściciela.
Od 2006 spółka eksploatuje spalinowóz 401Da-254 oznaczony jako SM32-001, który wykonuje prace manewrowe na stacji Sędziszów LHS. W taborze przewoźnika znajduje się również lokomotywa SM30-765 wykorzystywana do manewrów na stacji Zamość Bortatycze LHS.
W 2006 PKP LHS opracowała strategię odnowy parku lokomotyw i w latach 2007–2011 zrealizowano projekt modernizacji spalinowozów serii ST44. Pesa Bydgoszcz w 32 egzemplarzach podczas naprawy głównej wymieniła silnik dwusuwowy 14D40 o mocy 2000 KM na silnik czterosuwowy 12CzN26/26 o tej samej mocy, ale spełniający wymogi ochrony środowiska i emisji hałasu. Newag natomiast przebudował 17 sztuk na lokomotywy typu 311Da oznaczone serią ST40s. Wyposażono je w silnik GE Transportation typu GE7FDL 12 o mocy 2900 KM.
W grudniu 2011 spółka podpisała z Newagiem umowę na dostawę lokomotyw typu 16D, które są modernizacją SM48 z wykorzystaniem silnika CAT 3512C o mocy 2108 KM. Lokomotywy te są dostosowane zarówno do szerokiego, jak i normalnego toru. Do 2013 dostarczono 7 sztuk 16D.
W 2012, w związku z wejściem w życie nowych wymagań w zakresie ochrony środowiska dotyczących emisji, odstawiono 10 lokomotyw ST44 z pierwszych dostaw, które były wyposażone w stary silnik dwusuwowy. W latach 2012–2013 pojazdy miały przejść modernizację, ale ostatecznie nie doszła ona do skutku.
26 lipca 2017 przedsiębiorstwo podpisało z Newagiem umowę na modernizację 10 spalinowozów serii ST44 do typu 311Da. Pojazdy mają zostać dostarczone w okresie od końca marca do końca grudnia 2018. Pierwsza lokomotywa z tej dostawy dotarła na stację Zamość Bortatycze 6 marca 2018 roku. Ostatnia została dostarczona 1 sierpnia 2018 roku.
PKP LHS posiadała 2012 w roku łącznie 77 lokomotyw – 61 spalinowozów liniowych na tor szeroki, w tym 10 odstawionych, a także 16 spalinowozów manewrowych, z czego 7 tylko na tor szeroki, 2 tylko na tor normalny i 7 na obydwa rozstawy szyn.
Na tabor techniczny spółki składały się m.in. 2 wózki motorowe WM-15S zakupione w 2008 jako używane, 3 nowe ciągniki szynowe UCS-40.00 z 2012. Przewoźnik posiadała również 95 wagonów – 38 sztuk wagonów hopper dozator, 1 węglarkę, 34 platformy, 13 wagonów krytych, 3 dumpcary i 6 szutrówek. Służyły one do przewozu materiałów do napraw i utrzymania torów oraz stanowią wyposażenie pociągów ratowniczych, zespołów maszyn do robót torowych i żurawi. Przedsiębiorstwo nie posiada wagonów do przewozów towarów. Ich realizacja odbywa się w wagonach należących do kolei z państw WNP. Ponadto w posiadaniu spółki było 184 normalnotorowych i 66 szerokotorowych wózków wagonowych, które w Punkcie Komunikacji Przestawczej Wagonów na stacji Sędziszów LHS są użytkowane do bezprzeładunkowej komunikacji przestawczej między torami szerokimi i normalnymi.
Tabor eksploatowany przez PKP LHS jest oznaczany identyfikatorem literowym PKPLS.

## Struktura udziałów i przynależność
Właścicielem 100% udziałów przedsiębiorstwa są Polskie Koleje Państwowe. Kapitał zakładowy spółki wynosi 39 526 000 zł.
Spółka PKP LHS należy do Grupy PKP oraz jest członkiem Związku Pracodawców Kolejowych i Railway Business Forum.

## Wyniki finansowe i przewozowe
Zysk netto spółki w 2002 wyniósł 4,26 mln zł. W kolejnych dwóch latach osiągnął on wartość ponad 20 mln zł, natomiast w 2005 wynik finansowy przedsiębiorstwa ukształtował się na poziomie poniżej tej wartości. W 2006 odnotowano wartość ponad 60 mln zł, a rok później PKP LHS zarobiło ponad 40 mln zł. W latach 2008–2009 wartość zysku spółki ponownie była zbliżona do 20 mln zł, a w latach 2010–2011 kształtowała się na poziomie 25–30 mln zł. W 2012 przedsiębiorstwo zarobiło ponad 35 mln zł, a w latach 2013–2015 rekordowe wartości około 75 mln zł.

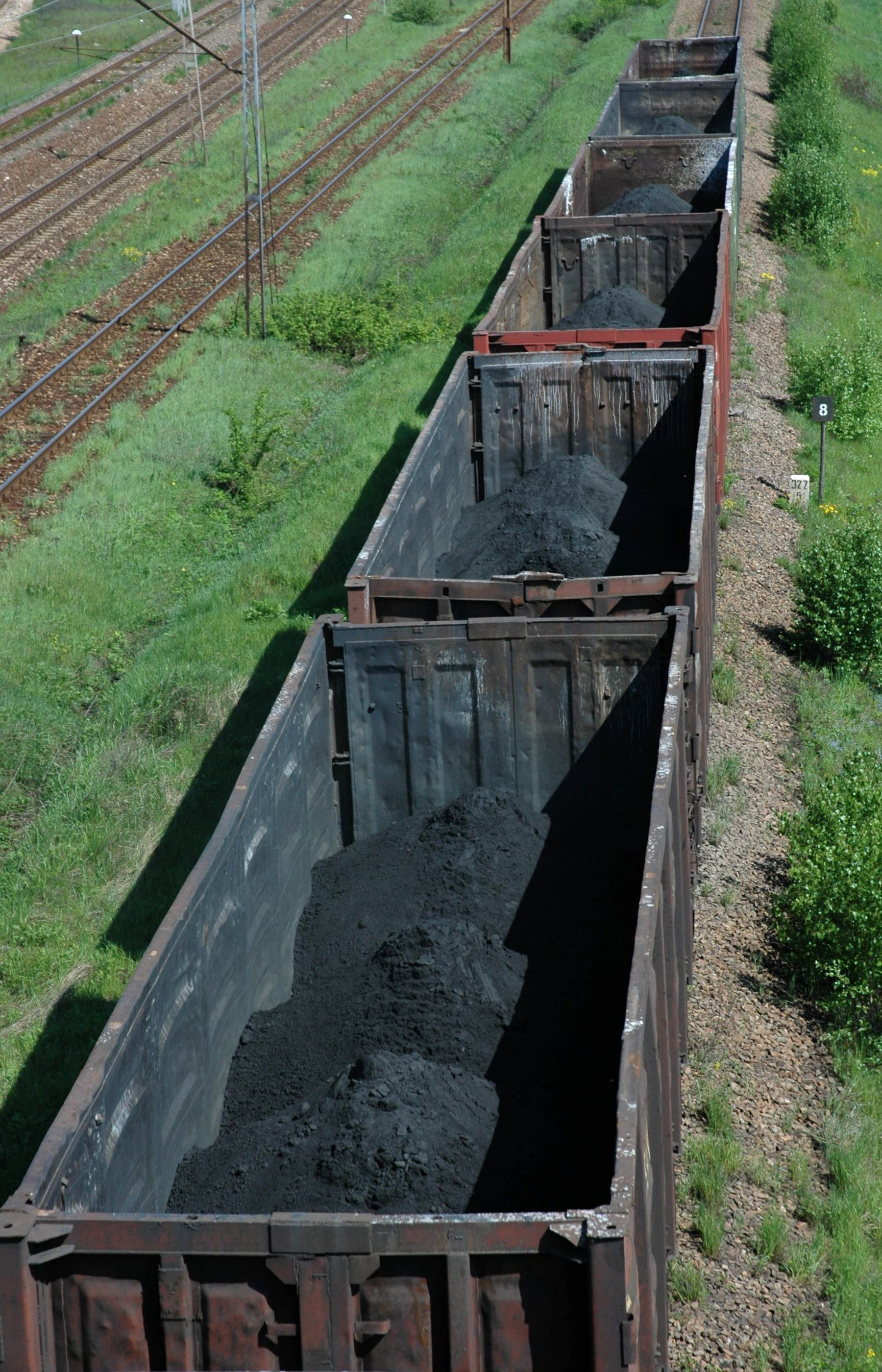
Transport rudy żelaza na linii LHS

W 2001 spółka PKP LHS przewiozła 4,39 mln ton towarów, z czego 3,81 mln ton stanowiła ruda żelaza. W 2002 wartości te ukształtowały się na podobnym poziomie, a w 2003 wyniosły odpowiednio 6,12 i 1,25 mln ton. W 2004 przedsiębiorstwo zanotowało rekordowe wówczas przewozy na poziomie 7,3 mln ton, po czym w następnym roku wartość ta powróciła do poziomu z początków funkcjonowania spółki. W 2006 minimalnie pobity został rekord sprzed dwóch lat, a w 2007 przedsiębiorstwo po raz kolejny odnotowało rekord z wartością przewozów 8,6 mln ton. W następnym roku wartość ta nieznacznie spadła, po czym w 2009 osiągnęła poziom 5,49 mln ton, a ponadto przewozy rudy żelaza były po raz pierwszy mniejsze od przewozów pozostałych towarów. W 2010 roczne przewozy ładunków zbliżyły się do wyniku z 2007, a w latach 2011–2013 osiągały wartość nieco powyżej 10 mln ton. W 2014 przedsiębiorstwo PKP LHS przewiozło 10,67 mln ton towarów, rok później 1 mln ton mniej, a w 2016 niespełna 10 mln ton towarów.
| Rok  | Przewieziona masa towarów | Przewieziona masa towarów | Wykonana praca przewozowa | Wykonana praca przewozowa |        |
| Rok  | Udział w rynku            | Miejsce                   | Udział w rynku            | Miejsce                   |        |
| ---- | ------------------------- | ------------------------- | ------------------------- | ------------------------- | ------ |
| 2011 | 4,05%                     | 5.                        | 5,99%                     | 5.                        | [ 70 ] |
| 2012 | 4,39%                     | 5.                        | 6,82%                     | 3.                        | [ 70 ] |
| 2013 | 4,32%                     | 4.                        | 6,62%                     | 4.                        | [ 71 ] |
| 2014 | 4,66%                     | 3.                        | 7,06%                     | 3.                        | [ 72 ] |
| 2015 | 4,30%                     | 4.                        | 6,24%                     | 3.                        | [ 68 ] |
| 2016 | 4,48%                     | 4.                        | 6,58%                     | 3.                        | [ 73 ] |

W latach 2011–2015 udział spółki PKP LHS w krajowym rynku przewozów towarowych według przewiezionej masy towarów kształtował się na poziomie 4–5%, natomiast udział przewoźnika według wykonanej pracy przewozowej w tym samym przedziale czasowym wynosił od około 6 do około 7%. Wyniki te pozwoliły przedsiębiorstwu uplasować się w 2015 na 4. miejscu według masy towarów i na 3. miejscu według pracy przewozowej. Te same pozycje przewoźnik zajął również rok później.

## Zatrudnienie
W 2004 PKP LHS zatrudniała 1186 pracowników. W 2005 liczba ta nieznacznie zmalała, a rok później wzrosła do niespełna 1250. W latach 2007–2011 liczba pracowników przedsiębiorstwa wahała się w granicach 1219–1270, natomiast 31 grudnia 2012 PKP LHS zanotowała rekordowe zatrudnienie wynoszące 1283 osób. Na koniec 2013 pracę w spółce miało 1247 osób, rok później o 45 więcej, a w 2015 o 29 mniej względem roku poprzedniego.

## Dyrektorzy i prezesi
| Od                   | Do                   | Osoba               | Funkcja  | Przedsiębiorstwo                 |                           |
| -------------------- | -------------------- | ------------------- | -------- | -------------------------------- | ------------------------- |
| 1 maja 2000          | 30 czerwca 2001      | Piotr Juś           | dyrektor | PKP Zakład Eksploatacji LHS      | [ 77 ] [ 1 ] [ 2 ] [ 78 ] |
| 1 lipca 2001         | 29 marca 2006        | Piotr Juś           | prezes   | PKP Linia Hutnicza Szerokotorowa | [ 77 ] [ 1 ] [ 2 ] [ 78 ] |
| 29 marca 2006        | 29 czerwca 2006      | Benedykt Miszkin    | prezes   | PKP Linia Hutnicza Szerokotorowa | [ 78 ] [ 79 ]             |
| 30 czerwca 2006      | 9 maja 2013          | Zbigniew Tracichleb | prezes   | PKP Linia Hutnicza Szerokotorowa | [ 80 ] [ 81 ]             |
| 10 maja 2013         | 24 października 2014 | Grażyna Kuś         | prezes   | PKP Linia Hutnicza Szerokotorowa | [ 81 ] [ 82 ]             |
| 24 października 2014 | 13 stycznia 2016     | Łukasz Górnicki     | prezes   | PKP Linia Hutnicza Szerokotorowa | [ 82 ] [ 83 ]             |
| 13 stycznia 2016     | 14 czerwca 2024      | Zbigniew Tracichleb | prezes   | PKP Linia Hutnicza Szerokotorowa | [ 83 ] [ 85 ]             |
| 2 sierpnia 2024      |                      | Łukasz Górecki      | prezes   | PKP Linia Hutnicza Szerokotorowa | [ 86 ]                    |

## Nagrody i wyróżnienia
- 2004 – nagroda Lubelski Orzeł Biznesu w kategorii Lubelskie przedsiębiorstwo – Pracodawca roku – Duże przedsiębiorstwo przyznana przez Lubelski Związek Pracodawców i Konfederację Pracodawców Polskich[87].
- 2005 – tytuł Gazela Biznesu przyznany przez Puls Biznesu[87].
- 2006 – laureat plebiscytu Filary Polskiej Gospodarki organizowanego przez Puls Biznesu[87].
- 2007 – wyróżnienie Perła Polskiej Gospodarki w kategorii Perły Duże przyznane przez Polish Market i Instytut Nauk Ekonomicznych PAN za konsekwentną realizację polityki i strategii przedsiębiorstwa oraz pozycję lidera wśród najbardziej dynamicznych i efektywnych przedsiębiorstw w Polsce[87].
- 2007 – tytuł Sponsor Kultury Zamościa nadany przez prezydenta miasta Marcina Zamoyskiego za działalność wspierającą rozwój kultury[87].
- 2008 – VIII miejsce w rankingu największych firm Lubelszczyzny Złota Setka organizowanym przez Dziennik Wschodni, VI miejsce w kategorii Najbardziej zyskowne firmy, V miejsce w kategorii Największy zysk brutto, VII miejsce w kategorii Najwięksi inwestorzy i I miejsce w kategorii Transport[87].
- 2008 – laureat plebiscytu Filary Polskiej Gospodarki organizowanego przez Puls Biznesu[87].
- 2009 – IV miejsce w regionie w rankingu Diamenty Forbesa za osiągnięte wyniki finansowe i wartość majątku[87].
- 2009 – certyfikat Przejrzysta Firma przyznany przez Dun&Bradstreet za rzetelność w wywiązywaniu się z obowiązku publikacji sprawozdań finansowych[87].
- 2009 – wyróżnienie Solidny Pracodawca w kategorii ogólnopolskiej za zasługi w zakresie zarządzania zasobami ludzkimi[87].
- 2009 – wyróżnienie w kategorii Firma Duża – Promotor regionu za granicą w IV edycji programu promocji przedsiębiorstw Excellence w Biznesie organizowanym przez Lubelski Klub Biznesu[87].
- 2010 – II miejsce w kategorii Transport kolejowy jako główne źródło przychodów w 2009 w rankingu polskich przedsiębiorstw branży TSL Mobile organizowanym przez Rzeczpospolitą[87].
- 2010 – wyróżnienie w kategorii Firma Duża – Inwestor Regionalny w programie promocji przedsiębiorstw Excellence w Biznesie organizowanym przez Lubelski Klub Biznesu[87].
- 2010 – X miejsce w rankingu największych firm Lubelszczyzny Złota Setka, VIII miejsce w kategorii Najbardziej zyskowne firmy, IX miejsce w kategorii Największa rentowność firmy, VIII miejsce w kategorii Najwięksi pracodawcy i V miejsce w kategorii Najwięksi inwestorzy[87].
- 2010 – wyróżnienie Perła Polskiej Gospodarki w kategorii Perły Duże przyznane przez Polish Market i Instytut Nauk Ekonomicznych PAN za konsekwentną realizację polityki i strategii przedsiębiorstwa oraz pozycję lidera wśród najbardziej dynamicznych i najefektywniejszych przedsiębiorstw w Polsce[87].
- 2011 – tytuł Odpowiedzialny Pracodawca – Lider HR przyznany przez magazyn Strefa Biznesu będący dodatkiem do Gazety Prawnej[87].
- 2011 – laureat VI edycji programu promocji przedsiębiorstw Excellence w biznesie w kategorii Duża Firma[87].
- 2011 – tytuł Sponsor Kultury Zamościa nadany przez prezydenta miasta za działalność na rzecz tworzenia materialnych warunków do rozwoju kultury[87].
- 2011 – wyróżnienie Inwestor roku przyznane przez prezydenta Zamościa za przyczynianie się do zwiększenia potencjału gospodarczego miasta[87].
- 2011 – nagroda Lubelski Orzeł Biznesu w kategorii Przedsiębiorstwo duże przyznana przez Lubelski Związek Pracodawców[87].
- 2013 – tytuł Lidera Rynku w kategorii Firma w zakresie zarządzania infrastrukturą kolejową, kolejowych przewozów towarowych, usług logistycznych i przeładunkowych oraz wyróżnienie Euro Lider przyznane przez Kapitułę Europejskiego Konkursu Promocyjnego[87].
- 2013 – wyróżnienie Rotary International przyznane przez Rotary Club Zamość za wsparcie akcji profilaktycznych szczepień przeciwko wirusowi HPV[87].
- 2014 – nagroda Złoty Rydwan w kategorii Wybitne osiągnięcia w transporcie kolejowym za wkład w poszukiwaniu nowych rozwiązań praktycznych w zakresie kolejowego transportu ładunków[87].
- 2014 – tytuł Sponsor Kultury Zamościa nadany przez prezydenta miasta za działalność na rzecz tworzenia materialnych warunków do rozwoju kultury[87].
- 2015 – III miejsce w województwie lubelskim w rankingu Diamenty Forbesa w kategorii przedsiębiorstw o przychodach powyżej 250 mln zł[87].
- 2015 – tytuł Sponsor Kultury Zamościa nadany przez prezydenta miasta za działalność na rzecz tworzenia materialnych warunków do rozwoju kultury[87].
- 2015 – nagroda w konkursie Pracodawca – organizator pracy bezpiecznej organizowanym przez Państwową Inspekcję Pracy oraz wpisanie na Złotą Listę Pracodawców[88].
- 2016 – tytuł laureata w I edycji konkursu Kultura bezpieczeństwa w transporcie kolejowym za nowatorskie rozwiązanie w trosce o bezpieczeństwo[87].
- 2016 – tytuł Super Sponsora Kultury Zamościa nadany przez prezydenta miasta za zaangażowanie i wsparcie wydarzeń kulturalnych w 2016[87].